# Jerslev Station
Jerslev Station er en nedlagt dansk jernbanestation i Jerslev, som i dag udgør den østlige del af Ubby i Nordvestsjælland.
55°36′44.08″N 11°14′17.43″Ø / 55.6122444°N 11.2381750°Ø